# Lehman Brothers

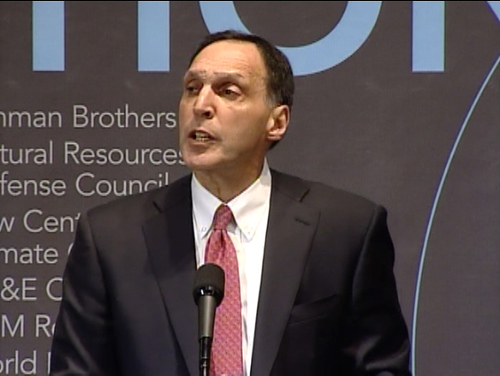
Richard S. Fuld, de topman ten tijde van de ondergang

Lehman Brothers was tot aan zijn faillissement in september 2008 een Amerikaanse financiële dienstverlener.

## Geschiedenis
De voorgeschiedenis van de bank gaat terug tot 1850. De in 1844 aangekomen Duitse immigrant Henry Lehman begon in 1845 een kruidenierszaak in Alabama. Na de komst van zijn broers, Emanuel en Mayer, werd de zaak omgedoopt van "H. Lehman" via "H. Lehman and Bro" tot "Lehman Brothers". Van klanten accepteerden de gebroeders ook katoen als betaalmiddel, en zo begaven ze zich in de lucratieve katoenhandel. Henry Lehman overleed in 1855 aan gele koorts. Na de Amerikaanse Burgeroorlog verhuisden de broers naar New York en in 1868 hadden ze een kantoor in Manhattan. Zij waren de grondleggers van de New York Cotton Exchange, op 1 Hanover Square, en de activiteiten werden uitgebreid met de handel in andere grondstoffen als suiker, graan en koffie.
Lehman Brothers begon ook met het verstrekken van kortlopende leningen aan bedrijven hetgeen de start was van de financiële dienstverlening. Tegen het einde van de 19e eeuw stuurden de tweede generatie van de Lehman-familie het bedrijf meer in de richting van de bankactiviteiten en nam het belang van de handel in grondstoffen af. Philip Lehman, een zoon van Emanuel, kwam in 1882 bij het bedrijf en bleef daar tot zijn dood in 1947. Door een wijziging in de Amerikaanse wetgeving in 1933 was het niet langer mogelijk om bankactiviteiten en effectenhandel in een hand te houden. Lehman Brothers koos voor handel en werd een investeringsbank. Door de groei van het bedrijf groeide het personeelsbestand en ook het aantal partners. In 1950 waren er 17 partners waarvan nog maar twee van de Lehman-familie. In 1967 behoorde Lehman tot de vier grootste investeringsbanken ter wereld. In 1969 overleed Robert, een zoon van Philip, als laatste in de familie werkzaam bij Lehman Brothers.

## Lehman naar de beurs
In 1994 nam American Express (AmEx) afscheid van Lehman Brothers. De acquisitie van het bedrijf in 1984 en de fusie met Shearsons, een ander onderdeel van AmEx, was geen succes. Lehman werd afgesplitst en 90% van de aandelen gingen naar de aandeelhouders van AmEx en de resterende 10% naar het personeel van Lehman. Lehman ging verder met Richard Fuld als algemeen directeur. Om de solvabiliteit van Lehman te verbeteren deed AmEx nog een kapitaalinjectie van 1,09 miljard dollar en de Lehman-werknemers betaalden 160 miljoen dollar voor hun aandelenbelang. Als beloning voor de kapitaalinjectie kreeg AmEx van Lehman 50% van de winst boven de 400 miljoen dollar in de komende acht jaar met een maximum van 400 miljoen dollar.

## Kredietcrisis en faillissement
In 2008 leed de bank zwaar onder de kredietcrisis. In de eerste negen maanden van het jaar leed Lehman een verlies van ruim zes miljard euro. De verliezen werden vooral geleden op effecten op hypotheken en onroerend goed. Op 9 september 2008 verloor het bedrijf op één dag 40% van de beurswaarde toen een recordverlies over het derde kwartaal bekend werd gemaakt.
Op 13 september 2008 belegde de president van de Federal Reserve Bank of New York een bijeenkomst over de toekomst van Lehman Brothers. Een van de mogelijke toekomstscenario's was liquidatie van de bank. Lehman meldde dat het in gesprek was met Bank of America en Barclays voor de mogelijke verkoop van het bedrijf. De New York Times berichtte op 14 september 2008 dat Barclays zijn bod om Lehman of delen ervan te kopen niet langer gestand deed. Leiders van de grote banken op Wall Street vergaderden tot laat die dag om de snelle instorting van Lehman te voorkomen. Na een boekenonderzoek was Bank of America tot de conclusie gekomen dat Lehmans bezittingen 60 tot 70 miljard dollar minder waard waren in vergelijking tot de balanswaarde. Bij een dergelijke grote afboeking zou het eigen vermogen van Lehman diep in het rood duiken. Bank of America's betrokkenheid bleek ook beëindigd toen de autoriteiten geen garanties wilden geven bij de verkoop van Lehman. Bank of America kocht op 15 september wel Merrill Lynch, dat ook in problemen verkeerde. De New York Times berichtte op 14 september ook dat Lehman faillissement zou aanvragen voor het moederbedrijf Lehman Brothers Holdings, terwijl de dochterbedrijven solvabel gehouden werden tijdens de faillissementsprocedure.
Een groep van grote banken stelde kapitaal en financiële hulp beschikbaar om de liquidatie op een ordelijke manier te laten verlopen. De Federal Reserve bood eveneens hulp in ruil voor onderpand van een lagere kwaliteit. Lehmans zou het grootste faillissement van een investeringsbank zijn sinds Drexel Burnham Lambert instortte te midden van beschuldigingen van fraude 18 jaar daarvoor. De International Swaps and Derivatives Association (ISDA) bood een buitengewone handelssessie op zondag 14 september om deelnemers de mogelijkheid te geven de posities in derivatives bij te stellen op voorwaarde van een faillissement van de bank later die dag.
Op 15 september 2008 vroeg het bedrijf surseance van betaling aan ("Chapter 11"), al bleven de dochterbedrijven gewoon draaien. Het bedrijf noemde een schuld van $613 miljard, waarvan $155 miljard in obligaties, en bezittingen ter waarde van $639 miljard. De Australian Securities Exchange (ASX) legde de handel in Lehmans Australische dochter stil nadat clearinghouses hun contracten met het bedrijf beëindigden.
Op 16 september 2008 maakte Barclays plc bekend dat ze een "gestripte" versie van Lehman Brothers zouden overnemen voor een bedrag van $1,75 miljard. Dit deel bevatte onder andere het hoofdkantoor op Manhattan dat op zichzelf al $600 tot $900 miljoen waard is. Vier dagen later keurde de rechter deze aankoop goed - een vereiste in verband met de faillissementsprocedure.
Enkele dagen later nam Nomura Holdings de Aziatische divisie, inclusief Australië, van Lehman over. Op 3 december 2008 werd ook de vermogensbeheerdivisie, inclusief Neuberger Berman, voor 51% gekocht door zijn eigen management. De resterende 49% bleef in handen van de curatoren.
Het faillissement van Lehman Brothers had ook Nederlandse gevolgen. Zo werd het wereldwijde faillissement van het treasury-gedeelte van de bank afgehandeld door het Nederlandse advocatenkantoor Houthoff te Amsterdam.
Anno 2022 lijkt het erop uit te draaien dat schuldeisers een aanzienlijk deel van hun investering zullen terug ontvangen.

## Resultaten
In de onderstaande tabel staan de belangrijkste financiële gegevens van Lehman in de laatste vijf jaar voor de ondergang in 2008. Het boekjaar van het bedrijf loopt tot 30 november en de cijfers voor 2007 hebben betrekking op de periode van 1 december 2006 tot en met 30 november 2007. Lehman was bijzonder winstgevend, de rentabiliteit eigen vermogen lag op zo’n 20% in deze periode. Het eigen vermogen was echter klein in vergelijking tot het balanstotaal. De leverage-ratio, het balanstotaal gedeeld door het eigen vermogen, lag in 2007 op bijna 31 waardoor het bedrijf kwetsbaar was als de bezittingen in waarde zouden dalen.
Aan het begin van 2008 begonnen de resultaten te verslechteren. Vooral hypotheken voor woningen en bedrijfspanden daalden in waarde, maar het eerste kwartaal kon nog met een bescheiden winst worden afgesloten. Vanaf het tweede kwartaal stegen de verliezen op hypotheken en op het onroerend goed en Lehman sloot het kwartaal af met een verlies van bijna 3 miljard dollar. Over het derde kwartaal leed het bedrijf een recordverlies van 4 miljard dollar. Het bestuur kwam met plannen om de verliezen te beperken, maar de effecten waren beperkt. De markten waren zo onzeker dat er geen kopers voor effecten en onroerend goed waren. De beurskoers van het Lehman-aandeel was met 88% gedaald sinds het begin van het jaar.
| Jaar        | Netto- opbrengsten | Netto- resultaat | Werknemers | Balanstotaal | Eigen vermogen |
| ----------- | ------------------ | ---------------- | ---------- | ------------ | -------------- |
| 2003        | $ 8.647            | $ 1699           | 16.188     | $ 312.100    | $ 13.200       |
| 2004        | $ 11.576           | $ 2369           | 19.579     | $ 357.200    | $ 14.900       |
| 2005        | $ 14.630           | $ 3260           | 22.919     | $ 410.000    | $ 16.800       |
| 2006        | $ 17.583           | $ 4007           | 25.936     | $ 503.500    | $ 19.200       |
| 2007        | $ 19.257           | $ 5192           | 28.556     | $ 691.100    | $ 22.500       |
| 1e kw. 2008 | $ 3507             | $ 489            | 28.088     | $ 786.000    | $ 24.832       |
| 2e kw. 2008 | $ -668             | $ -2774          | 26.189     | $ 639.400    | $ 26.276       |
| 3e kw. 2008 | $ -2903            | $ -3927          | 25.935     | $ 600.000    | $ 28.400       |

## Trivia
- In 2011 is van de start van de kredietcrisis een speelfilm gemaakt, Margin Call van J.C. Chandor. In de film wordt niet expliciet naar een bank of bedrijf verwezen, maar het paniekerig verkleinen van risicovolle eigendommen zou overeenkomen met hoe bijvoorbeeld Goldman Sachs in die tijd reageerde. Anderen suggereren dat de val van Lehman Brothers als inspiratie is gebruikt.
- Op de hoorzitting van het Amerikaanse congres werd Fuld geïnterviewd door congreslid Henry Waxman over de bonussen die Fuld ontving vanaf 2000.[23]
- De "Bank of Evil" die een rol speelt in de tekenfilm Verschrikkelijke Ikke heeft als ondertitel "formerly Lehman Brothers".